# Erythrina haerdii
Erythrina haerdii är en ärtväxtart som beskrevs av Bernard Verdcourt. Erythrina haerdii ingår i släktet Erythrina och familjen ärtväxter. Inga underarter finns listade i Catalogue of Life.

## Bildgalleri

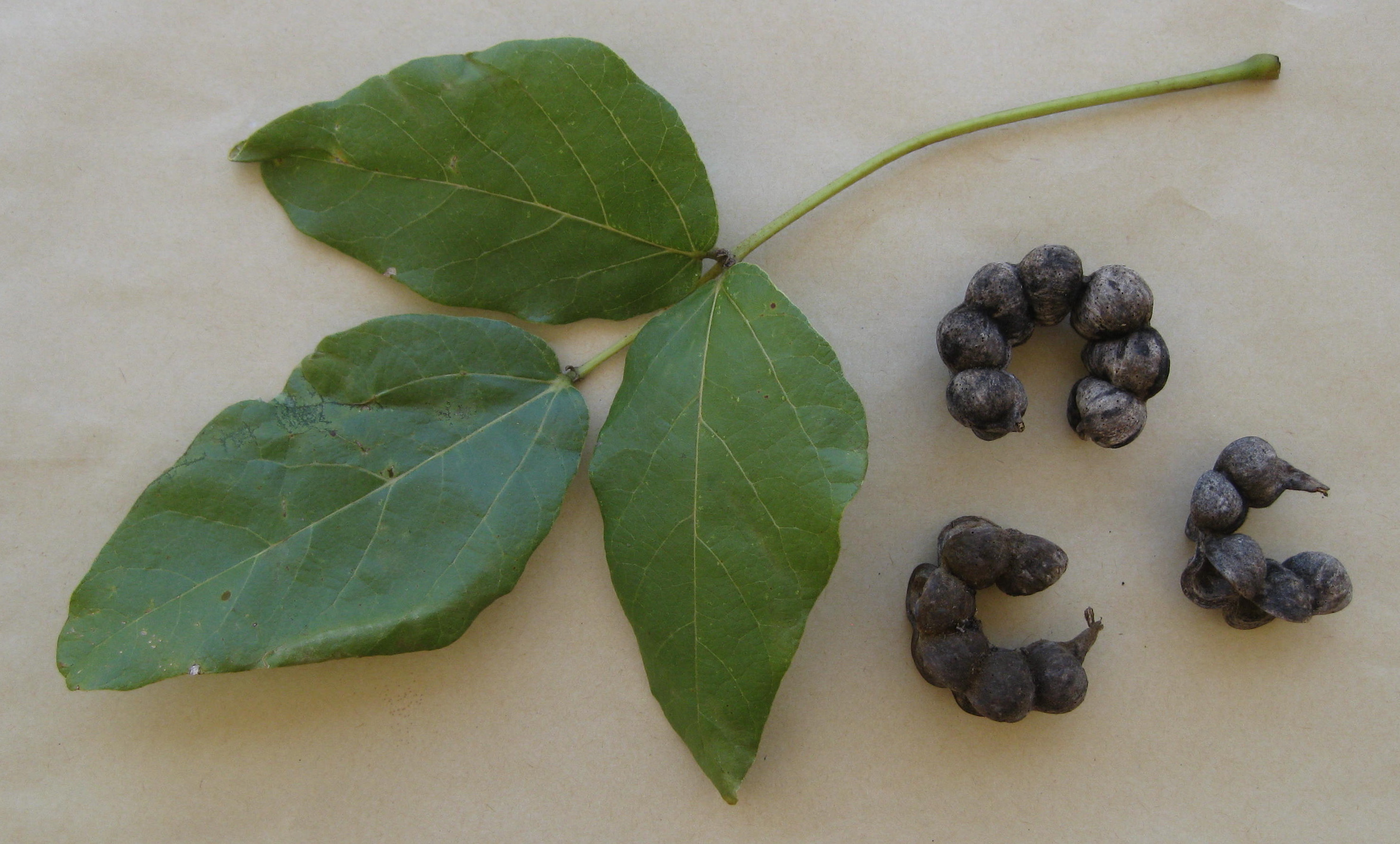
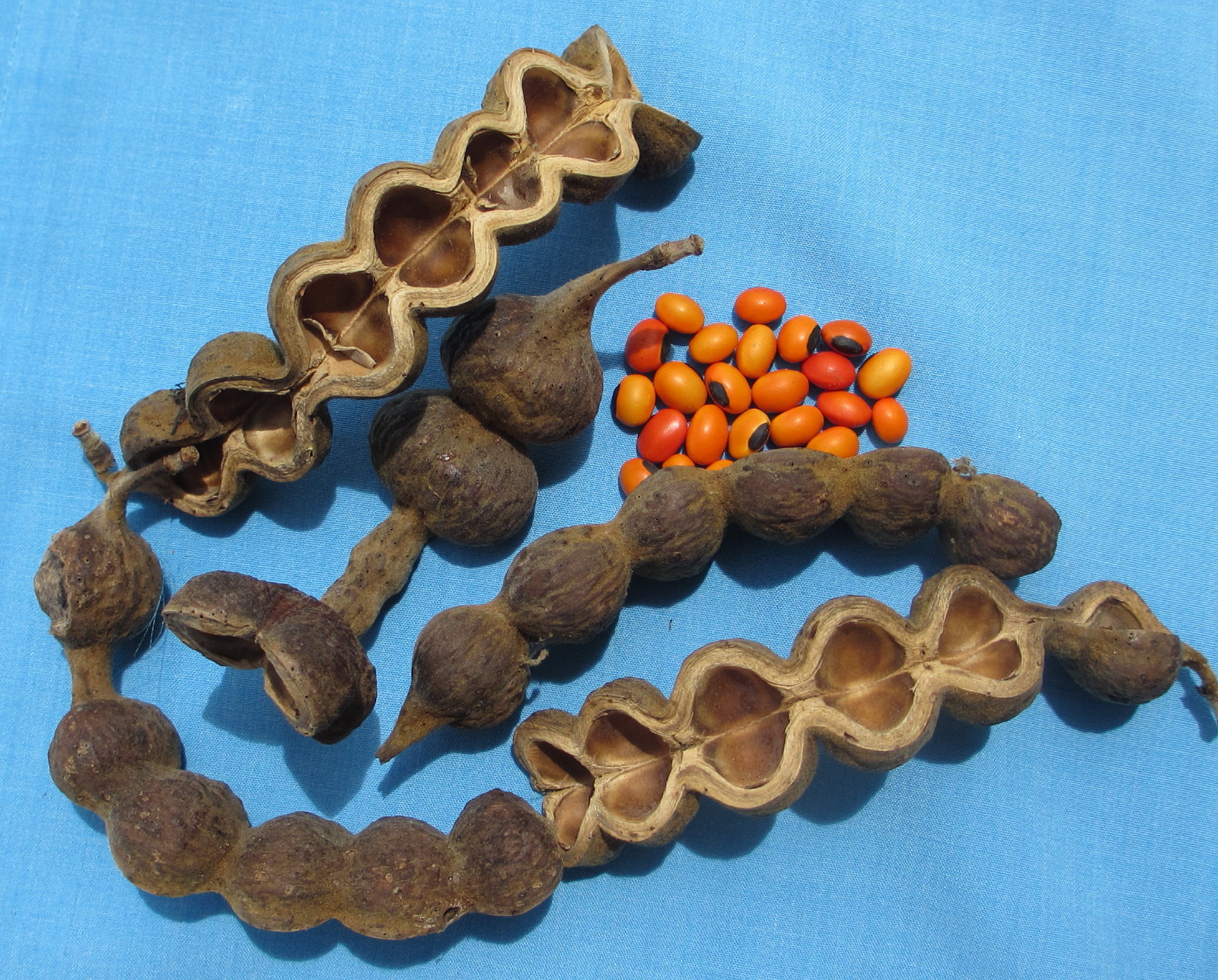
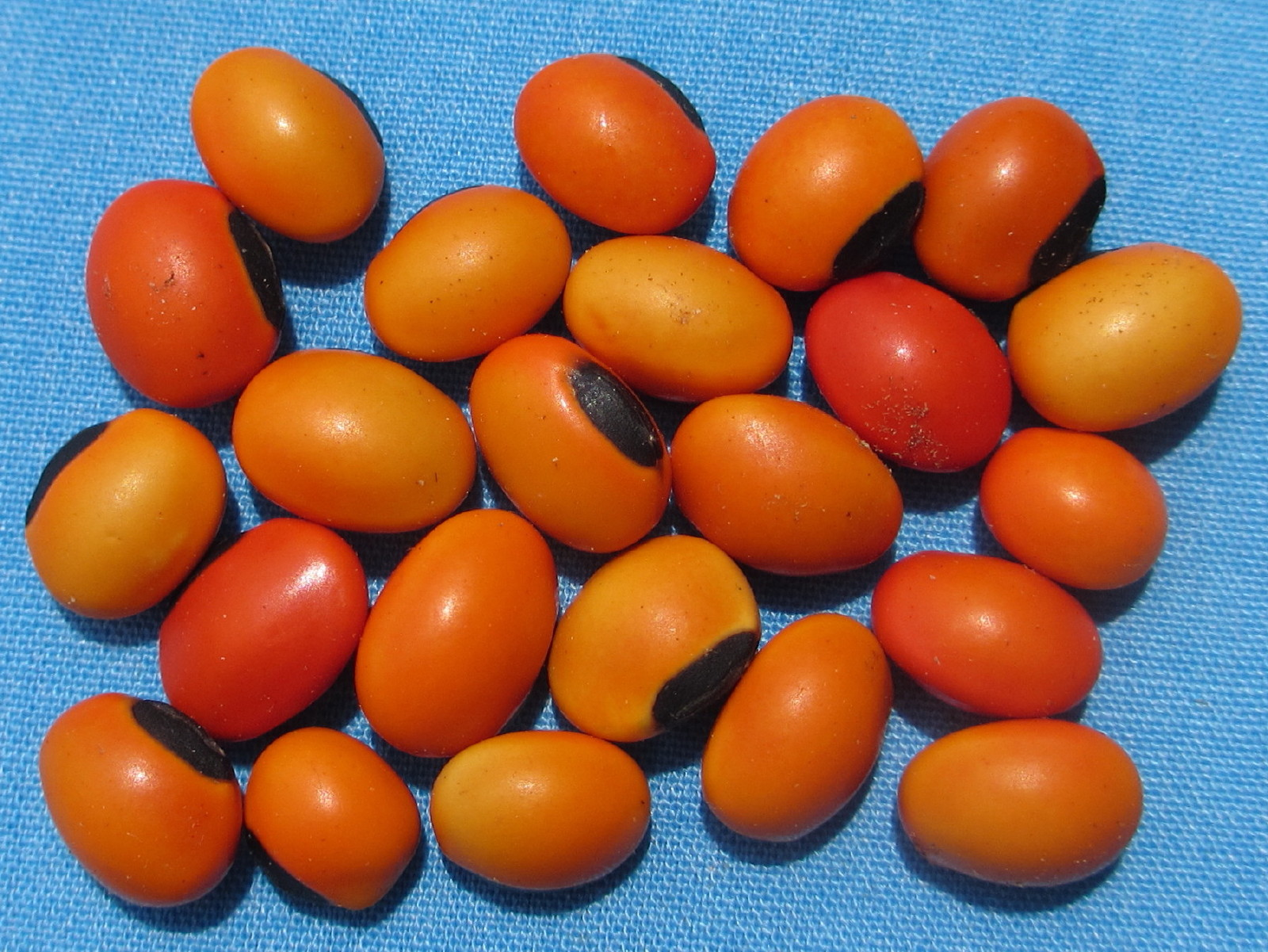
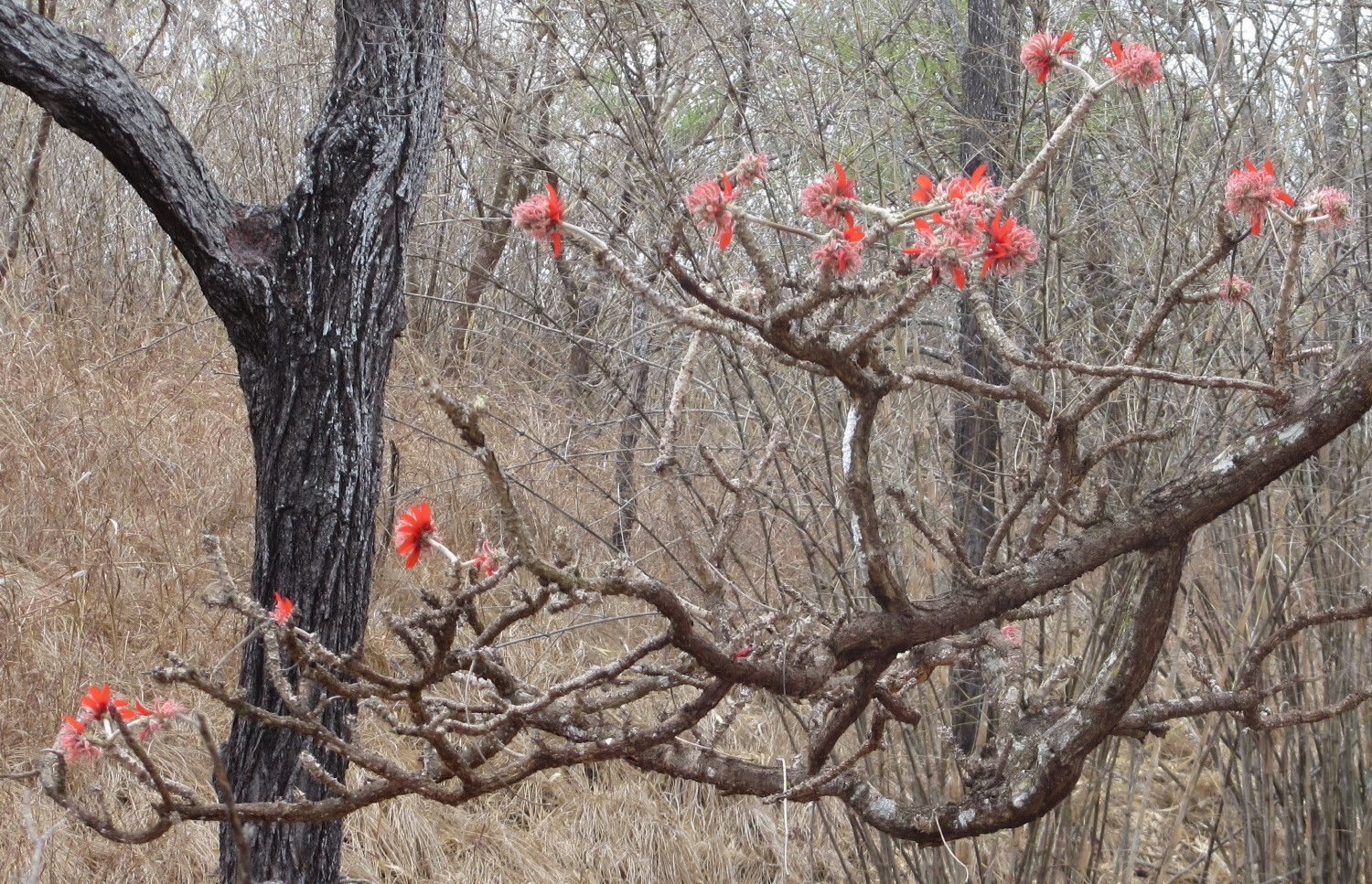